# BMW Neue Klasse
A BMW Neue Klasse (Nova Classe) foi uma linha de sedãs e cupês produzidos pela montadora alemã ocidental BMW entre 1962 e 1972. Esses modelos garantiram a solvência da BMW após a crise financeira da empresa na década de 1950 e estabeleceram a identidade dos automóveis BMW como sedãs esportivos.
O primeiro veículo Neue Klasse foi o 1500, um automóvel de 4 portas com o novo motor M10 (na época chamado de M115) OHC de 4 cilindros. Em 1965, os cupês de luxo 2000 C e 2000 CS foram adicionados à linha.
A substituição dos modelos Neue Klasse começou com o E9 2800 CS de 6 cilindros em 1969, substituindo os cupês 2000 C e 2000 CS. Em 1972, os sedãs de 4 portas foram substituídos pelo maior Série 5 E12.
Outro legado do Neue Klasse é o icônico Série 02, que é uma versão encurtada dos sedãs Neue Klasse.

## Visão geral

### Antecedentes
Durante a década de 1950, a linha BMW consistia em carros de luxo com cilindradas de dois litros ou mais, carros econômicos movidos por motores de motocicleta e motocicletas. Com seus carros de luxo se tornando cada vez mais desatualizados e não lucrativos e suas motocicletas e carros econômicos se tornando menos atraentes para uma sociedade cada vez mais afluente, a BMW precisava de um carro na classe de 1,5 a 2 litros para se tornar competitiva. Protótipos movidos por um motor de 1,6 L baseado em um banco do motor BMW OHV V8 foram construídos e avaliados sem um resultado convincente.
Em 1960, Herbert e Harald Quandt investiram pesadamente na BMW e ganharam uma participação controladora na empresa. Naquele ano, o projeto "Neue Klasse" foi iniciado. Liderado em geral por Fritz Fiedler, o projeto teve Eberhard Wolff encarregado do design do chassi, Wilhelm Hofmeister encarregado do estilo e engenharia da carroceria e Alex von Falkenhausen encarregado do design do motor. A equipe deveria produzir um novo carro com um novo motor, o que a BMW não fazia desde o 303 em 1933.
O protótipo foi introduzido em setembro de 1961 no Salão do Automóvel de Frankfurt como o sedã de quatro portas BMW 1500, junto com o BMW 3200 CS, o último BMW com o OHV V8.
O termo Neue Klasse se referia à classe de automóveis de 1,5–2 litros da qual a BMW estava ausente desde a Segunda Guerra Mundial.
O carro se beneficiou do atendimento à demanda pelo Borgward Isabella, já que a Borgward havia falido no ano anterior.

### Chassi e carroceria
O sedã de três volumes e quatro portas era, de muitas maneiras, convencional, usando uma estrutura unitária e suspensão dianteira de suporte MacPherson, que estavam se tornando populares na época da introdução dos 1500. Menos convencional era a suspensão traseira independente, que apresentava molas helicoidais e braços de suspensão semi-arrastados articulados a partir de uma viga transversal robusta que também suportava a caixa do diferencial. Enquanto a BMW estava usando suportes MacPherson pela primeira vez na Neue Klasse, eles usaram construção de carroceria unitária no 700 e suspensão traseira de braço semi-arrastado no 600 e no 700. Todos os carros da Neue Klasse tinham freios a disco dianteiros.

### Motores
O motor M10 com comando de válvulas no cabeçote usado na Neue Klasse precisava ter uma cilindrada de 1,5 L inicialmente, com a possibilidade de ser expandido para 1,8 L. Von Falkenhausen havia projetado anteriormente um protótipo de motor para possível uso no BMW 700 e usou isso como ponto de partida para o M10. O motor foi inclinado 30 graus para a direita da vertical para permitir a linha baixa do capô, o que também contribuiu para o estilo do carro.

### Resultados financeiros

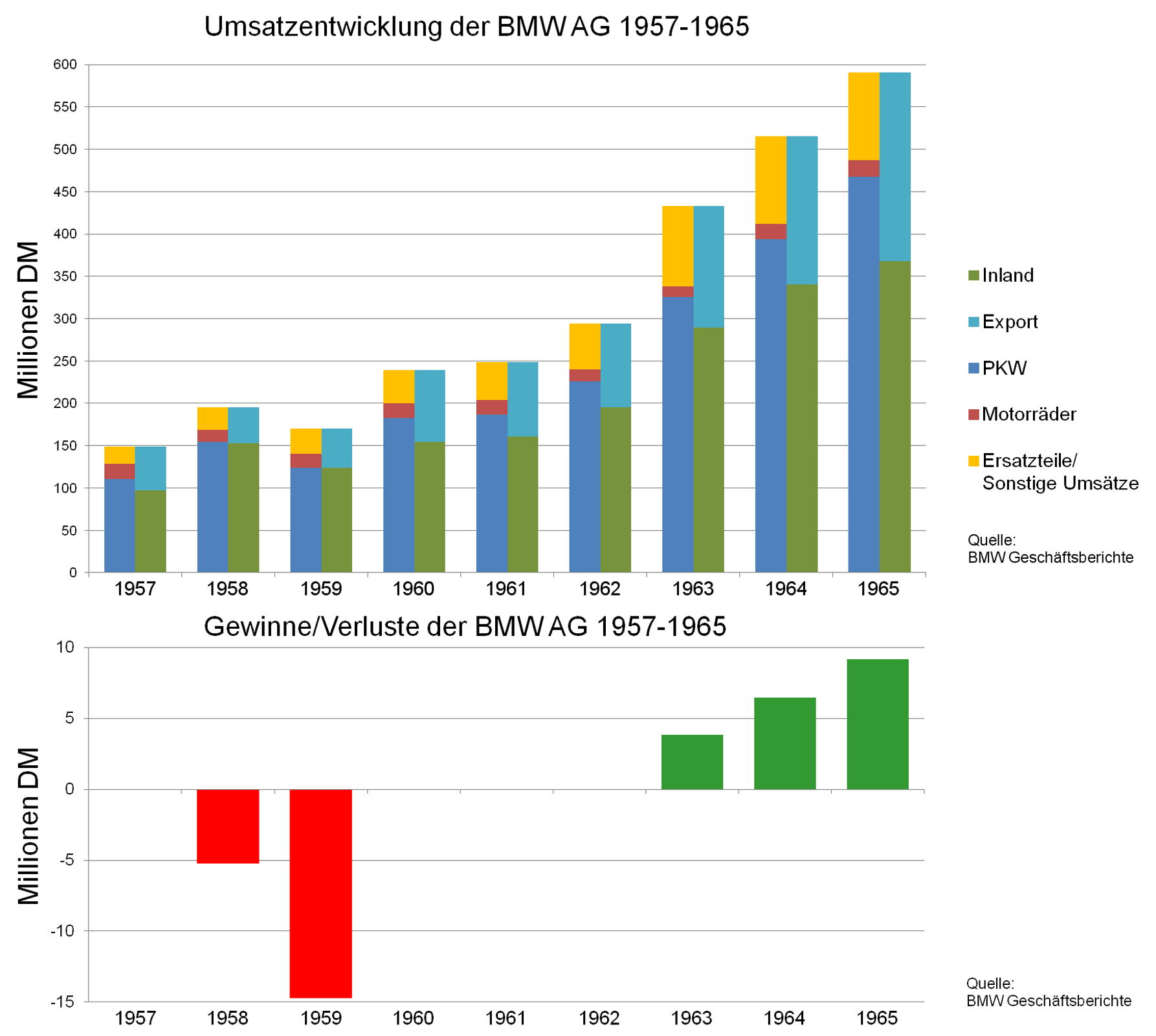
Resultados financeiros da BMW 1957-1965

Nos anos que antecederam o lançamento da Neue Klasse em 1962, a BMW registrou muitas perdas operacionais. Em 1962, a empresa atingiu o ponto de equilíbrio, com um faturamento de 294 milhões de marcos alemães. Em 1963, as vendas aumentaram em 47% para 433 milhões de marcos alemães, e a BMW conseguiu pagar dividendos aos seus acionistas pela primeira vez em 20 anos.

### Figuras de produção
| Modelo               | Unidades |
| -------------------- | -------- |
| 1500 (1962−64)       | 23.807   |
| 1600 (1964−66)       | 10.278   |
| 1800 (1963−71)       | 141.471  |
| 1800 TI (1964−68)    | 21.116   |
| 1800 TI/SA (1965)    | 200      |
| 2000 (1966−72)       | 119.767  |
| 2000 TI (1966−68)    | 6.482    |
| 2000 tilux (1966−71) | 17.440   |
| 2000 tii (1970−71)   | 1.952    |
| 2000 CS (1965−70)    | 9.999    |
| 2000 C (1966−70)     | 3.692    |

## Sedãs Neue Klasse

### 1500

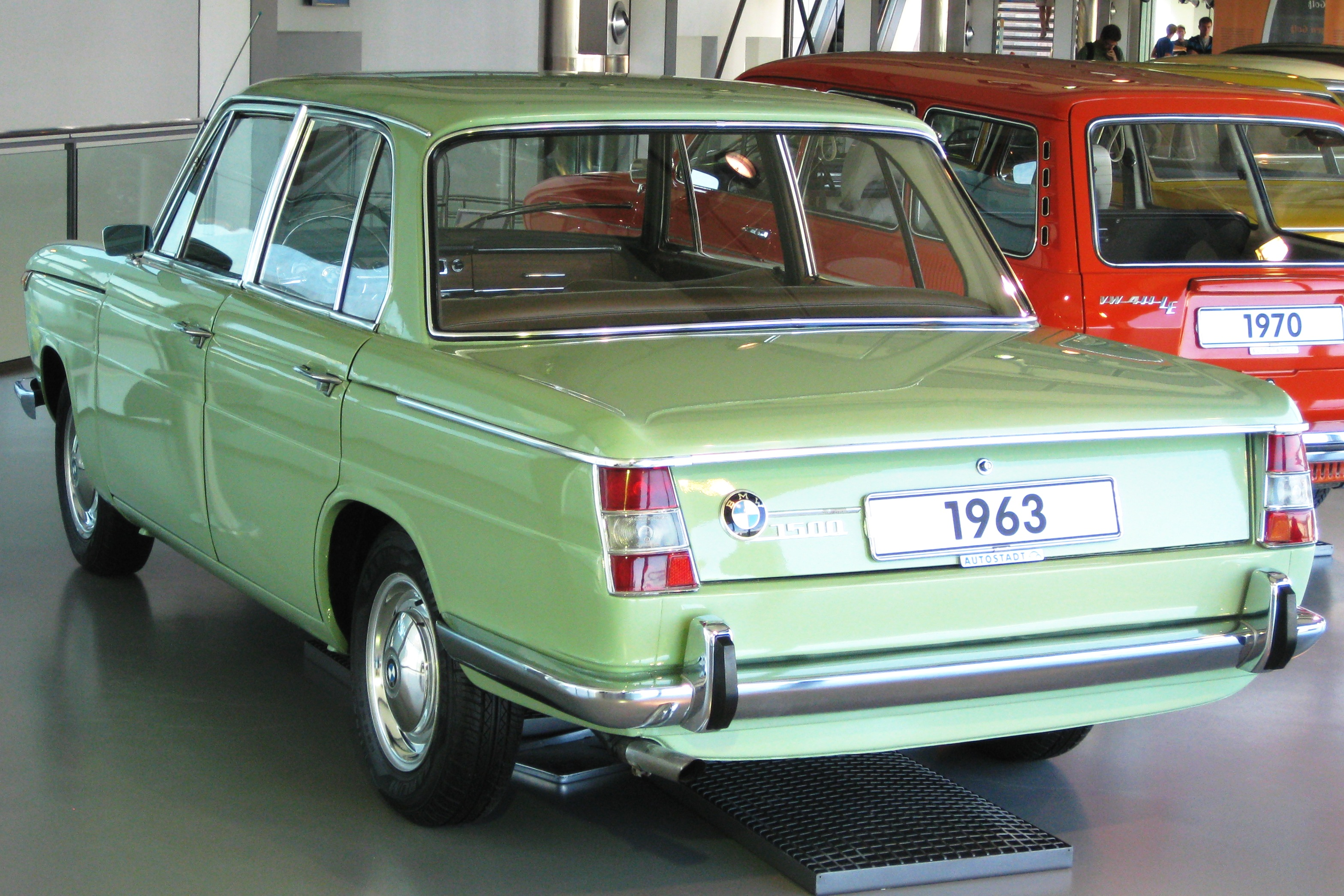
Vista traseira do BMW 1500

Apresentado em setembro de 1961 no Salão do Automóvel de Frankfurt, o BMW 1500 entrou em produção regular em outubro de 1962 e foi fabricado até dezembro de 1964.
O motor M10 de 4 cilindros usava dimensões oversquare de 82 mm de diâmetro e 71 mm de curso, produzindo 60 kW (80 hp) no BMW 1500.
Relatos contemporâneos elogiaram a visibilidade geral e a posição de comando do motorista, enquanto registravam que era necessário inclinar-se um pouco para a frente para engatar a primeira e a terceira marchas devido à longa distância de deslocamento da alavanca de câmbio. O grande compartimento de bagagem de 40 cm de altura também foi elogiado.
O 1500 podia acelerar a 100 km/h em aproximadamente 15 segundos. O desempenho foi considerado animado na época em vista do tamanho do motor e, embora o motor precisasse ser trabalhado duro para atingir um progresso rápido, ele funcionava suavemente mesmo em velocidades acima de 6.000 rpm. A suspensão firme e o passeio correspondentemente duro surpreenderam aqueles condicionados pelo BMW 501 a antecipar uma configuração de suspensão mais orientada para o conforto.
Problemas notáveis que se desenvolveram com o 1500 incluíram a separação dos suportes do braço semi-reboque da carroceria, falha do eixo traseiro e problemas na caixa de câmbio. Isso foi resolvido em versões posteriores do sedã Neue Klasse.
O 1500 foi substituído em 1964 pelo 1600, mas ainda estava disponível em mercados onde capacidades maiores que 1500 cc incorriam em taxas de impostos mais altas.

### 1800

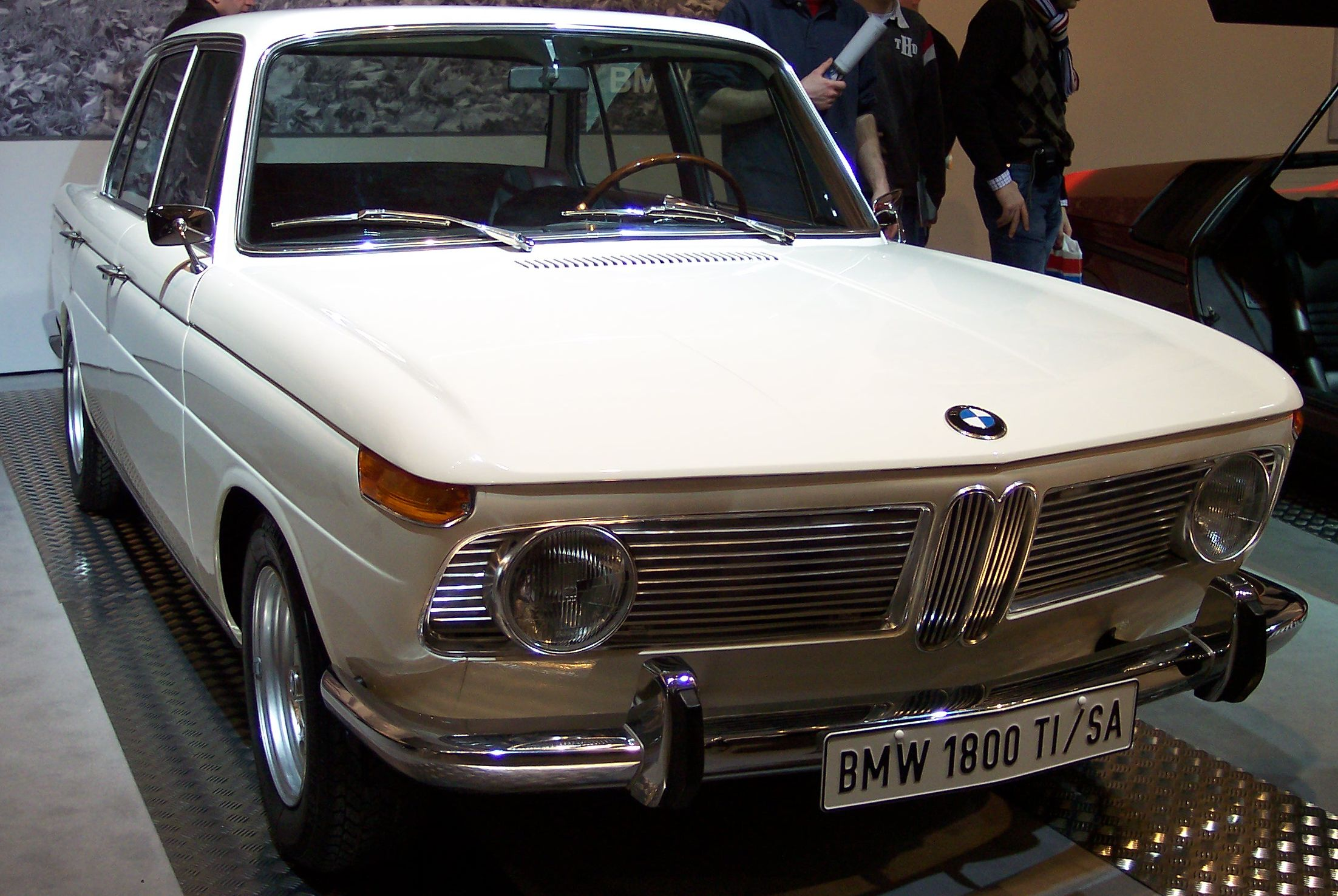
BMW 1800 TI/SA 1965

Introduzido em setembro de 1963, o BMW 1800 foi o segundo membro da família Neue Klasse. Este modelo tinha um motor M10 com um diâmetro de 84 mm e curso de 80 mm, dando uma cilindrada de 1.773 cc. Ele produzia 67 kW (90 hp) a 5.250 rpm e 130 N⋅m a 3.000 rpm.
O modelo 1800 TI (Turismo Internazionale) apresentava componentes desenvolvidos para o 1800 pela empresa de tuning Alpina. As atualizações incluíam carburadores duplos Solex PHH de dois cilindros e tiragem lateral e pistões de compressão mais alta para 82 kW (110 hp) a 5.800 rpm e 136 N⋅m a 4.000 rpm; uma barra estabilizadora também foi adicionada à suspensão dianteira.
Uma homologação especial, a 1800 TI/SA, foi introduzida em 1964. (SA significava Sonderausführung, ou "versão especial".) O motor do TI/SA tinha carburadores Weber DCOE-45 de dois cilindros e uma taxa de compressão de 10,5:1. Este motor produzia 97 kW (130 hp) a 6.100 rpm e 144 N⋅m a 5.250 rpm. O TI/SA também tinha uma caixa de câmbio Getrag de cinco marchas, uma barra estabilizadora dianteira mais forte, bem como uma nova barra estabilizadora na traseira e discos de freio de diâmetro maior do que o TI. 200 exemplares do TI/SA foram construídos e vendidos apenas para pilotos de corrida e esportivos licenciados.
Para o ano modelo de 1966, uma opção de transmissão automática de três marchas foi introduzida. No ano modelo de 1969, o 1800 foi geralmente atualizado junto com o 2000. O antigo motor de 1.773 cc do 1800 foi substituído por um motor com o diâmetro de 89 mm do motor 2.0 L do 2000 e o curso original de 71 mm dos motores do 1500 e 1600, o que resultou em uma cilindrada de 1.766 cc e uma relação curso/diâmetro de 0,798:1 (comparado com a relação do motor 1800 anterior de 0,952:1). Outras atualizações incluíram um sistema de freio de circuito duplo para maior confiabilidade de frenagem, um sistema de aquecimento/ventilação da cabine aprimorado, um design de painel modernizado e mudanças de estilo nas grades dianteiras. Em seu último ano de produção (1971), o 1800 recebeu os mesmos faróis retangulares e lanternas traseiras largas do 2000.

### 1600

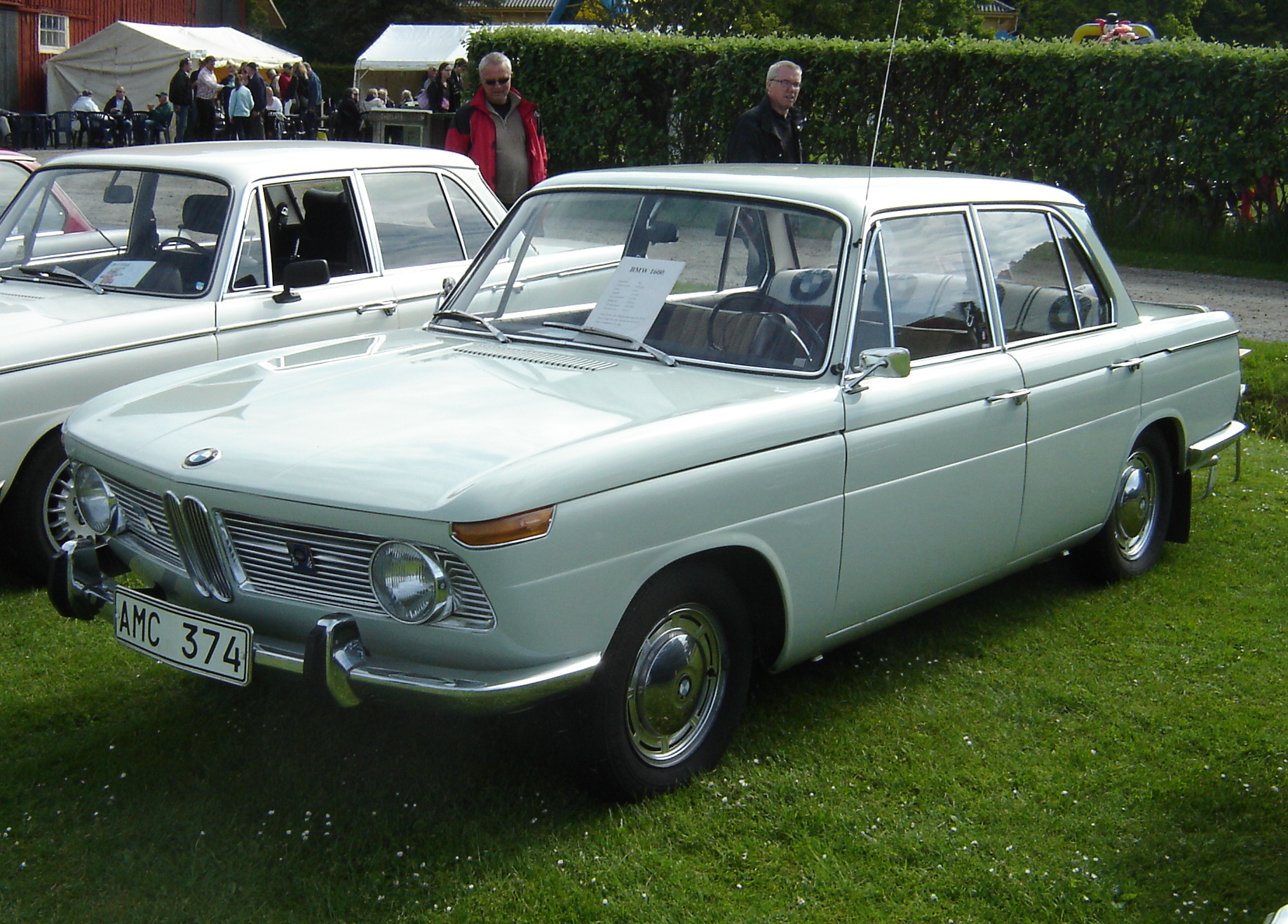
BMW 1600 (116)

O sedã 1600 Neue Klasse, introduzido como substituto do 1500 em 1964, usou o diâmetro de 84 mm do 1800 com o curso de 71 mm do 1500, resultando em uma cilindrada de 1.573 cc, uma potência de 62 kW (83 hp) a 5.500 rpm e 113 N⋅m a 3.000 rpm. O sedã 1600 Neue Klasse foi produzido até o início de 1966.
(Na época em que a BMW descontinuou o sedã 1600 Neue Klasse, ela introduziu um modelo mais curto de duas portas com o mesmo nome "1600"; este modelo, também conhecido como 1600-2, foi o primeiro do que mais tarde seria chamado de Série 02.)

### 2000

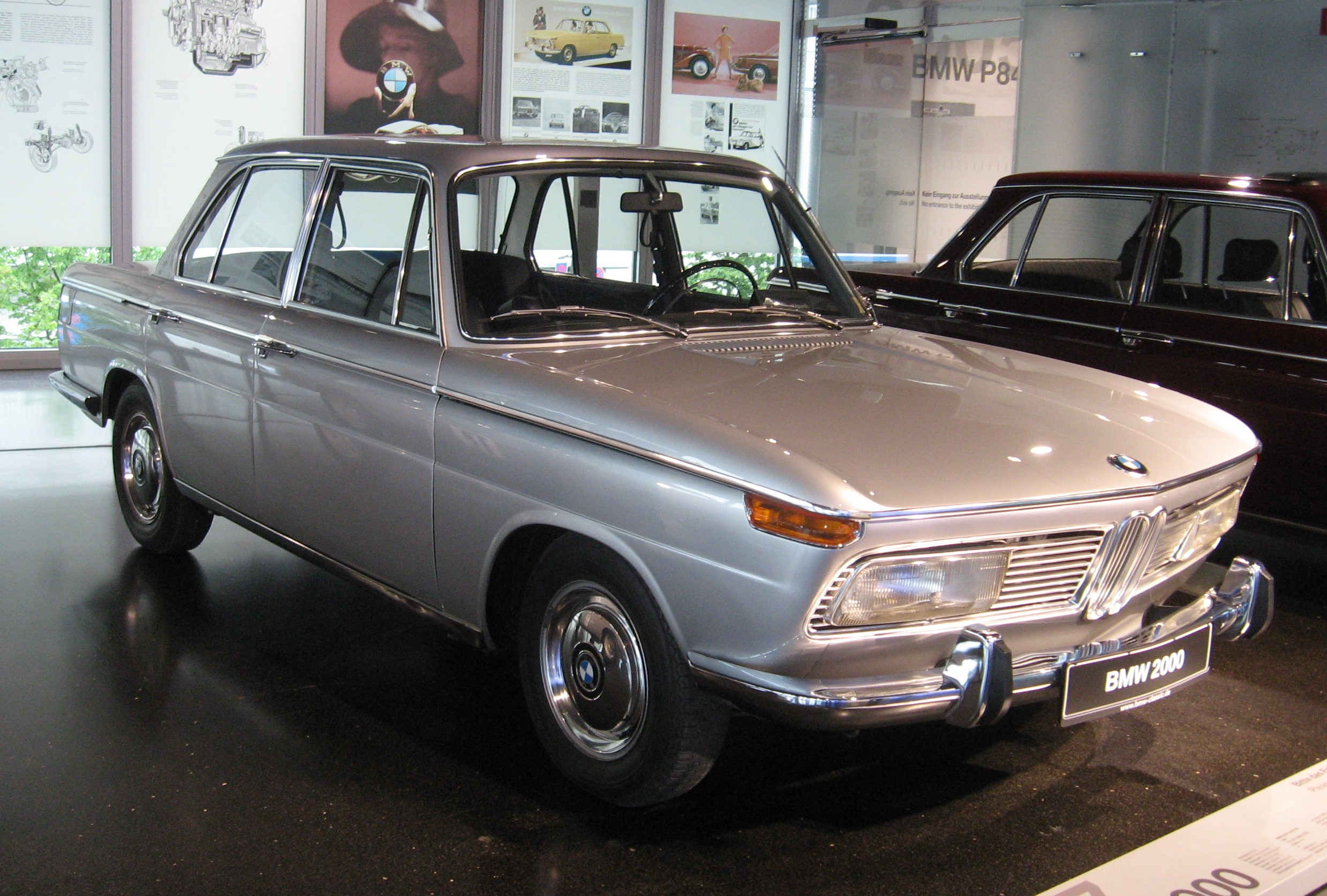
2000 Automático, a versão com transmissão automática

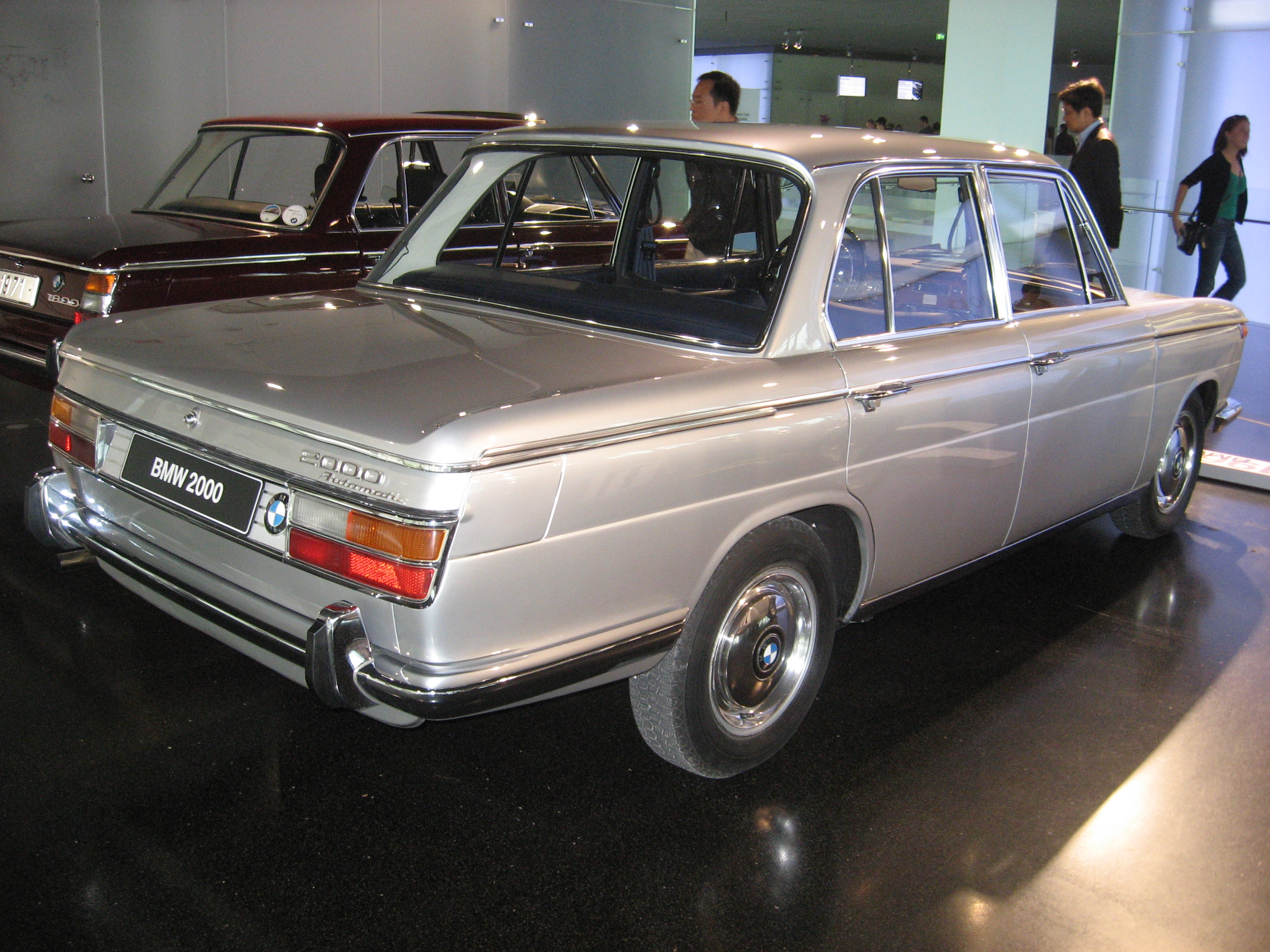
A traseira do 2000 Automatic, mostrando as lanternas traseiras largas do 2000

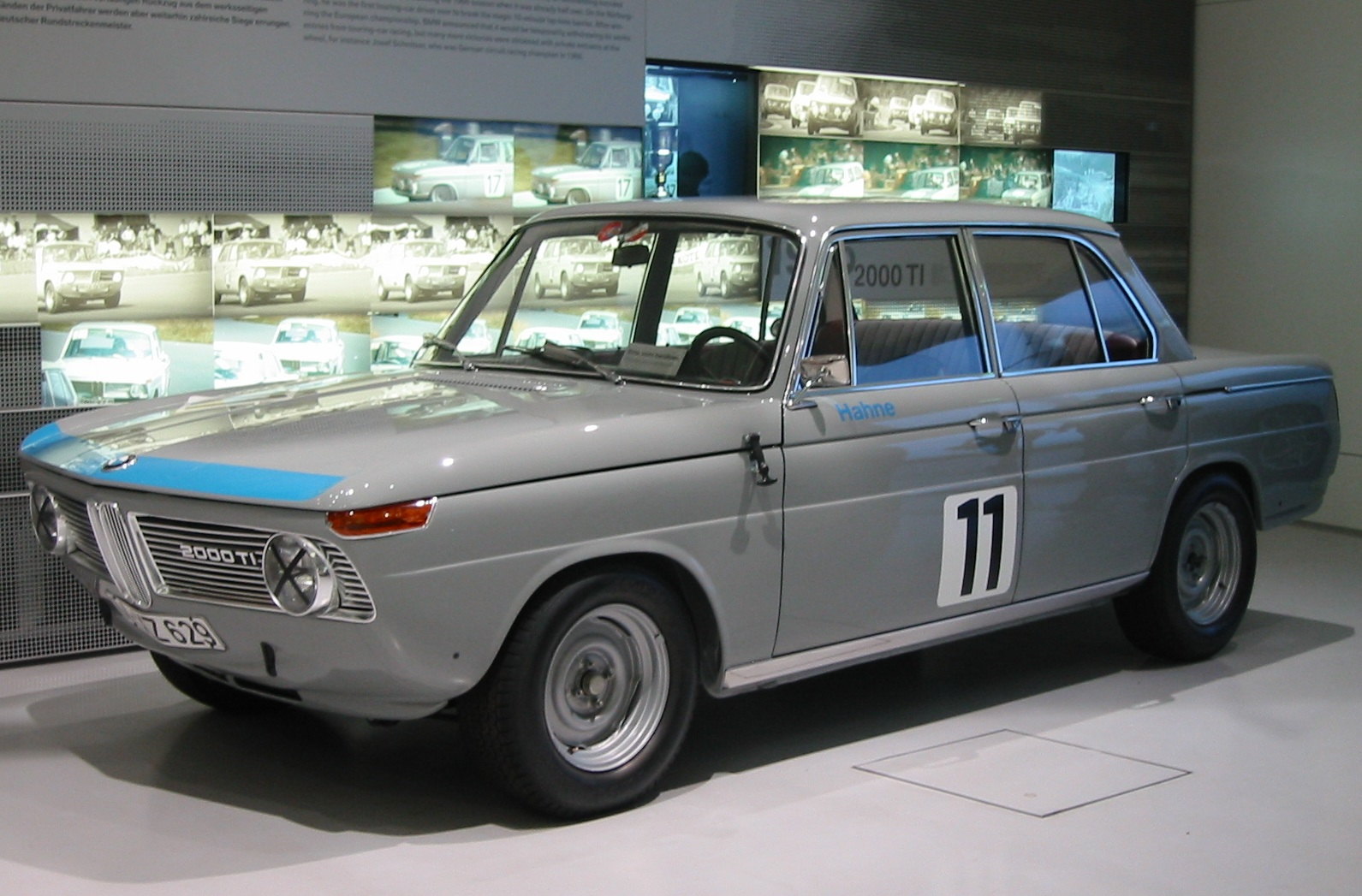
Um 2000 TI com faróis redondos em acabamento de corrida

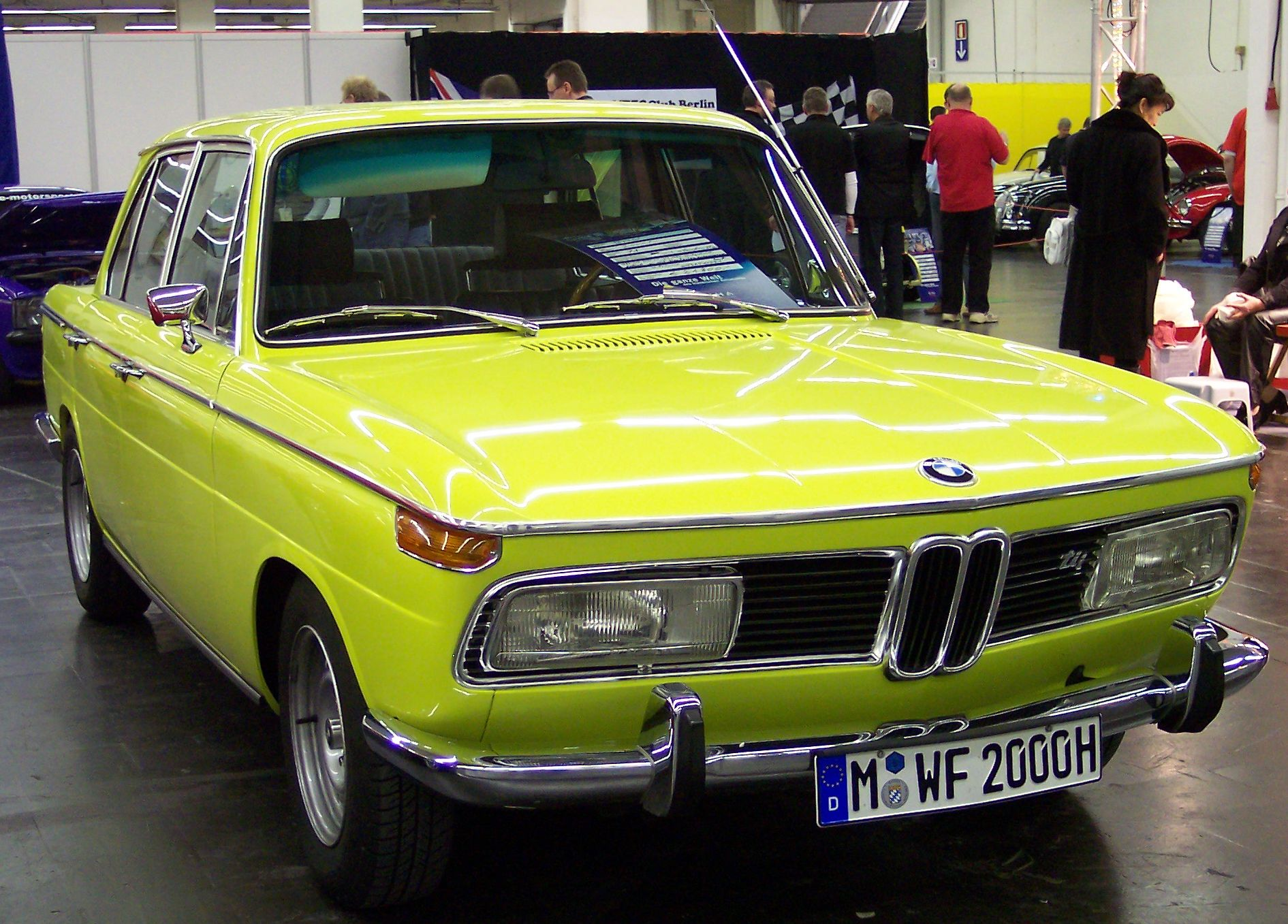
BMW 2000 tii

Os motores dos cupês 2000 C e 2000 CS foram usados na carroceria do sedã de 4 portas para os modelos 2000 e 2000 TI. O sedã 2000, lançado em 1965, usava o motor de 75 kW (101 hp) do 2000 C e, como o 2000 C, tinha uma opção para uma transmissão automática de três velocidades. O sedã 2000 TI, lançado em 1966, usava o motor de 90 kW (121 hp) do 2000 CS com dois carburadores Solex PHH de dois cilindros e tiragem lateral e uma taxa de compressão mais alta. Além do motor mais potente, o 2000 TI também tinha barras estabilizadoras dianteiras e traseiras e aros e pneus um pouco mais largos do que o 2000.
Concebido como uma versão de luxo do 1800, o 2000 apresentava faróis retangulares exclusivos, lanternas traseiras largas e distintas e mais acabamento externo. (Regulamentos do governo dos EUA do período impuseram severas restrições ao formato dos faróis, então os sedãs 2000 para o mercado dos EUA substituíram os faróis retangulares por dois pares de faróis redondos individuais, semelhantes ao arranjo usado alguns anos depois no sedã BMW 2500.) O 2000 TI manteve os faróis redondos e as lanternas traseiras dispostas verticalmente do 1800 e de outros sedãs Neue Klasse anteriores, e era menos bem equipado do que seu irmão 2000. Introduzido logo após o 2000 e o 2000 TI, o mais luxuoso 2000 tilux combinou o motor e o chassi mais esportivos do 2000 TI com o estilo exterior do 2000 e o interior e acessórios de qualidade superior, incluindo um painel de madeira e assentos de couro opcionais.
Em um teste de 1967, a Road & Track sentiu que o sedã 2000 era "o sedã de 2 litros de melhor desempenho no mercado atual e o melhor manuseio e melhor pilotagem também".
Para o ano modelo de 1969, o 2000 recebeu as mesmas atualizações gerais mencionadas acima para o 1800: freios de circuito duplo para frenagem confiável mesmo em caso de falha parcial, melhor aquecimento e ventilação para o interior, um layout de painel atualizado e uma grade frontal remodelada.
Em 1969, a BMW introduziu o modelo final na série de sedãs Neue Klasse, o 2000 tii ('touring internacional, injetado'). Este foi o primeiro modelo com injeção de combustível da BMW, apresentando injeção mecânica de combustível Kugelfischer. O 2000 tii produzia 97 kW (130 hp) a 5.800 rpm e 178 N⋅m a 4.500 rpm. Além de seu motor aprimorado com injeção de combustível, o 2000 tii tinha características semelhantes ao 2000 tilux; um total de 1.952 exemplares dele foram construídos.

### Volumes de produção
Observe que nem todos os modelos estão incluídos.
| Modelo | 1600  | 1800    | 1800 TI | 1800 TI/SA |
| ------ | ----- | ------- | ------- | ---------- |
| 1963   |       |         | 8.346   |            |
| 1964   | 2.131 | 25.063  | 8.191   |            |
| 1965   | 6.395 | 38.048  | 12.427  | 200        |
| 1966   | 1.202 | 13.393  | 4       |            |
| 1967   |       | 8.893   | 419     |            |
| 1968   |       | 7.777   | 67      |            |
| 1969   |       | 11.273  | 1       |            |
| 1970   |       | 14.367  |         |            |
| 1971   |       | 7.654   |         |            |
| Total  | 9.728 | 134.814 | 21.116  | 200        |

## Cupês Neue Klasse
A linha BMW Neue Klasse cupê, que compreendia o BMW 2000 C e o BMW 2000 CS, era um estilo de carroceria cupê construído pela Karmann para a BMW do verão de 1965 a 1969. Em 1965, a BMW encerrou a produção do cupê 3200 CS com carroceria Bertone, o último de sua linha de carros de luxo com motor V8 da década de 1950. A BMW decidiu continuar com um cupê construído em carroceria. Com base na plataforma Neue Klasse, o 2000 C e o 2000 CS introduziram a versão 2.0 L do motor M10 de 4 cilindros e substituíram o 3200 CS como modelo carro-chefe da BMW em 1965. Os cupês Neue Klasse foram substituídos pelos cupês E9, que eram baseados em um chassi do 2000 CS alongado e usavam um motor de 6 cilindros.

### Dados técnicos
O cupê Neue Klasse foi desenvolvido a partir dos sedãs Neue Klasse para mostrar a versão 2.0 L do motor M10 usado nos sedãs. A nova cilindrada de 1.990 cc foi alcançada com o curso de 80 milímetros da versão 1.8 L combinado com um diâmetro de 89 milímetros. O cupê foi construído para a BMW pela Karmann em Rheine e disponível como 2000 C, com um motor de carburador único fornecendo 100 hp (75 kW) a 5500 rpm, ou como 2000 CS com um motor de compressão mais alta equipado com carburadores duplos de cilindro duplo e fornecendo 120 hp (89 kW) a 5500 rpm. O 2000 CS tinha uma transmissão manual de quatro marchas, enquanto o 2000 C (introduzido pela primeira vez em 1965 como 2000 C Automatic) veio originalmente com uma transmissão automática de três marchas. A partir de 1967, o 2000 C também foi oferecido com câmbio manual de quatro marchas.

### Estilo

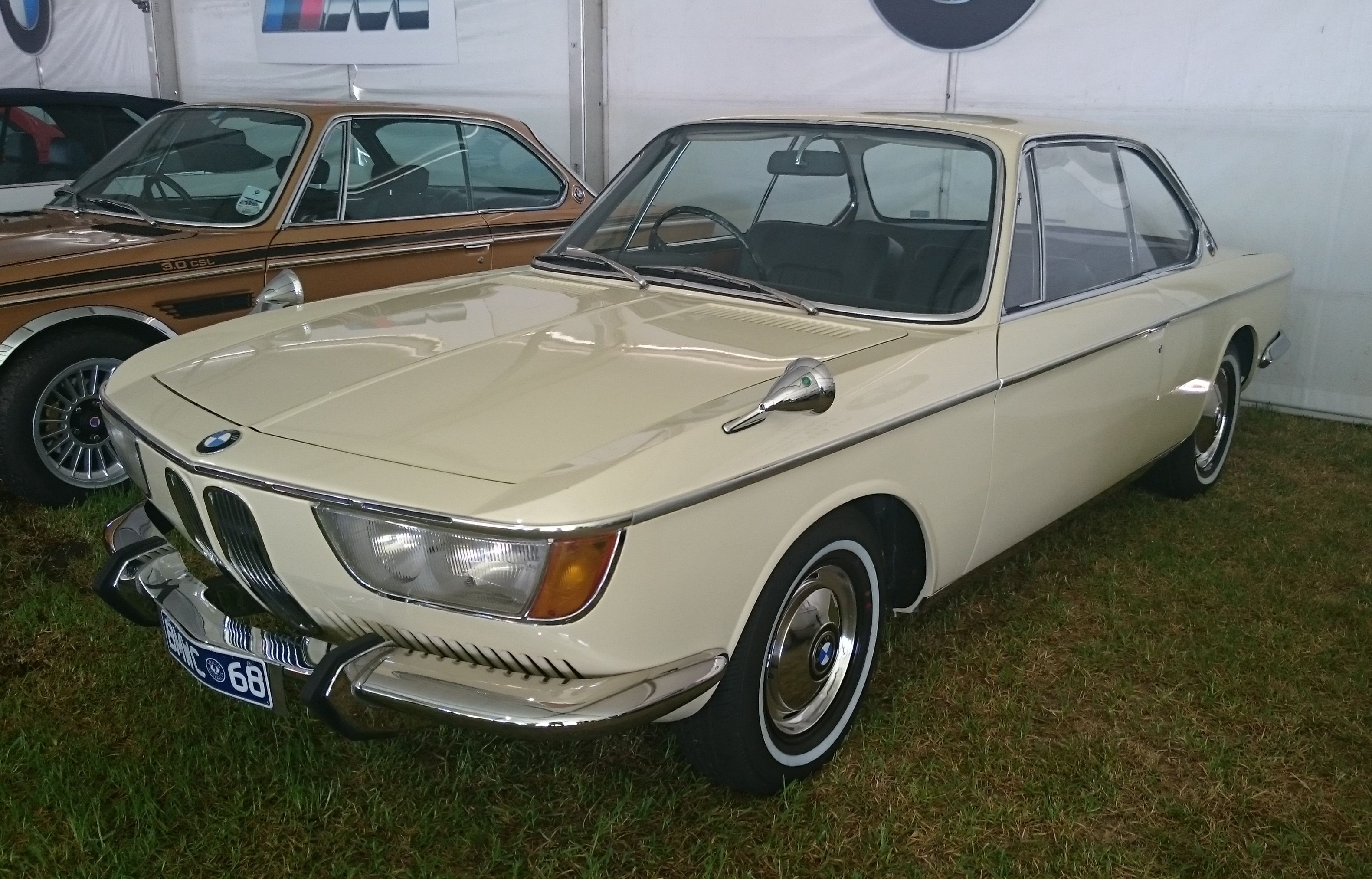
BMW 2000 C

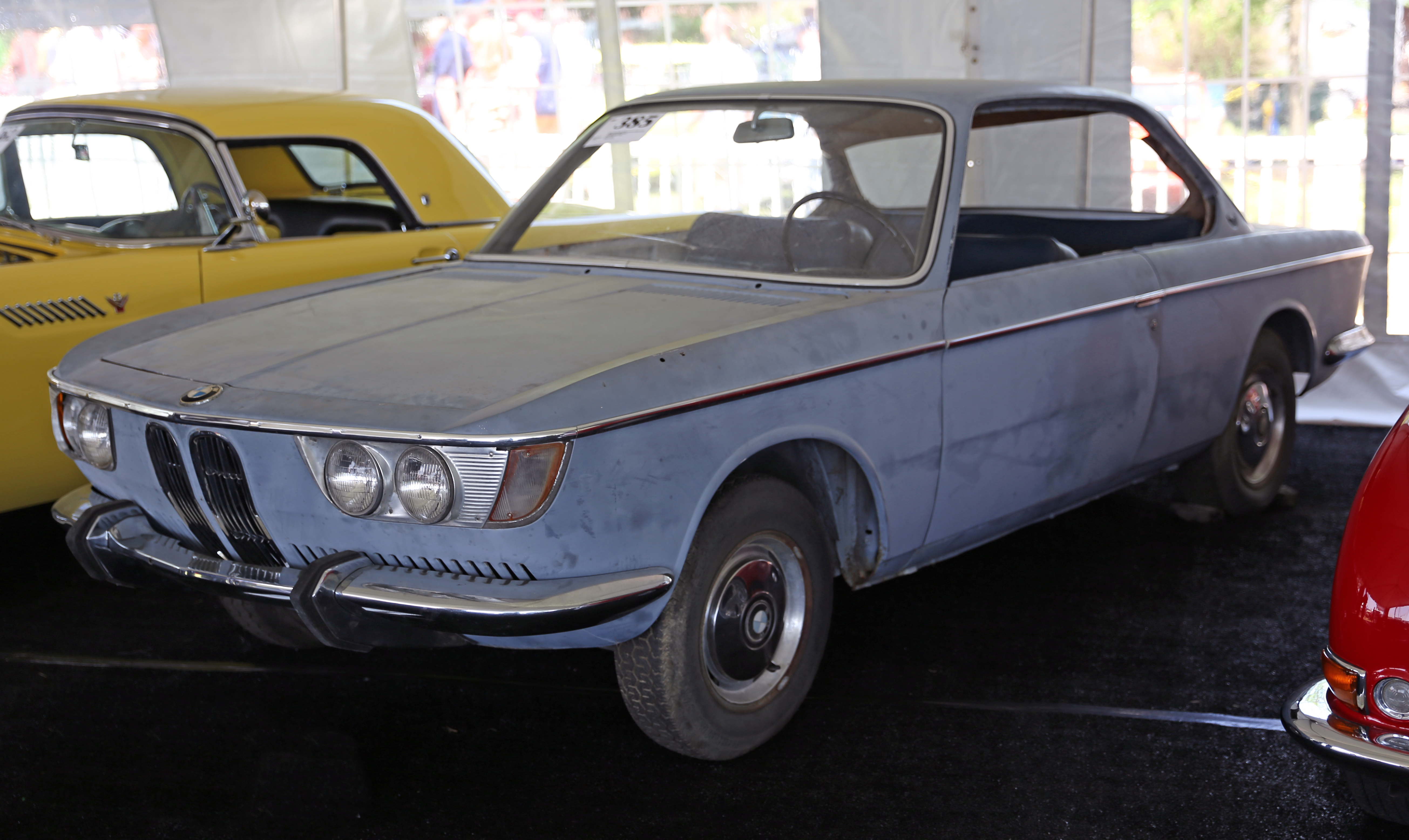
A parte frontal do 2000 C/CS conforme vendido na América do Norte

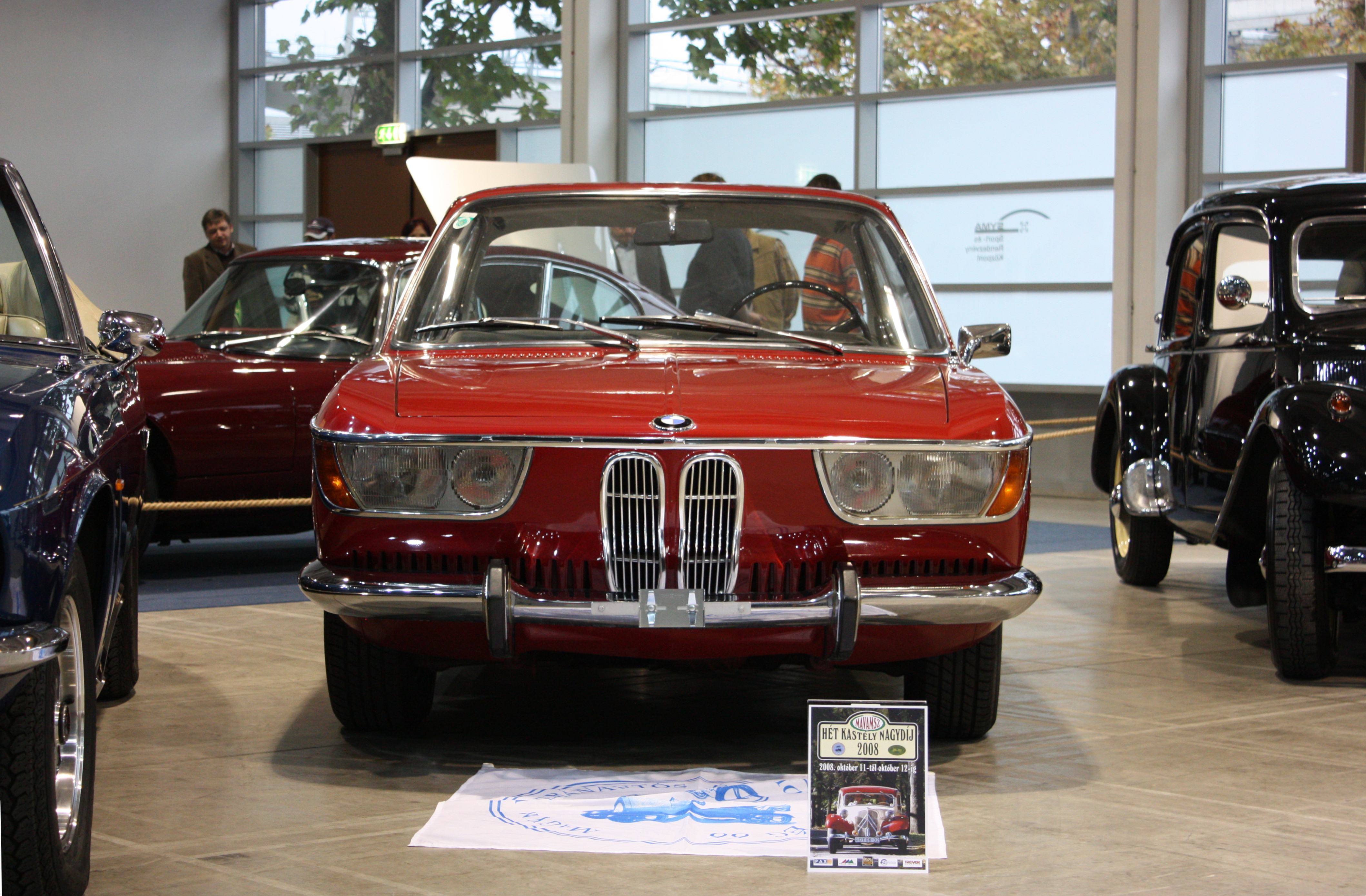
Foto frontal completa do 2000 CS

O cupê Neue Klasse foi introduzido logo após o cupê 3200 CS ser descontinuado. O estilo era baseado no sedã Neue Klasse, com uma frente totalmente nova. Os faróis ficavam atrás de uma carenagem de vidro, e a grade consistia apenas em um "duplo rim" cromado da BMW no centro da frente. Além dos detalhes cromados ao redor dos faróis e ao longo da parte superior da frente, o resto da frente era de metal pintado, com uma fileira de ranhuras verticais atrás do para-choque de cada lado para admitir ar para resfriamento e indução do motor. As reações ao estilo da frente foram mistas; Norbye o descreve como "uma parte frontal romba e pouco atraente", Severson concorda, chamando o clipe frontal de "de aparência estranha" e afirmando que os detalhes da parte frontal "não fazem nenhum favor à aparência", enquanto Noakes discorda, referindo-se à sua "parte frontal imponente" sendo "mais organizada do que o nariz exigente da carroceria Bertone" em comparação com o 3200 CS.

### Produção
Dos 13.691 cupês Neue Klasse construídos entre 1965 e o fim da produção em meados de 1969, 9.999 eram cupês 2000 CS com carburador duplo, 3.249 eram cupês 2000 C com carburador único e transmissão automática, e 443 eram cupês 2000 C com transmissão manual.

### Substituição

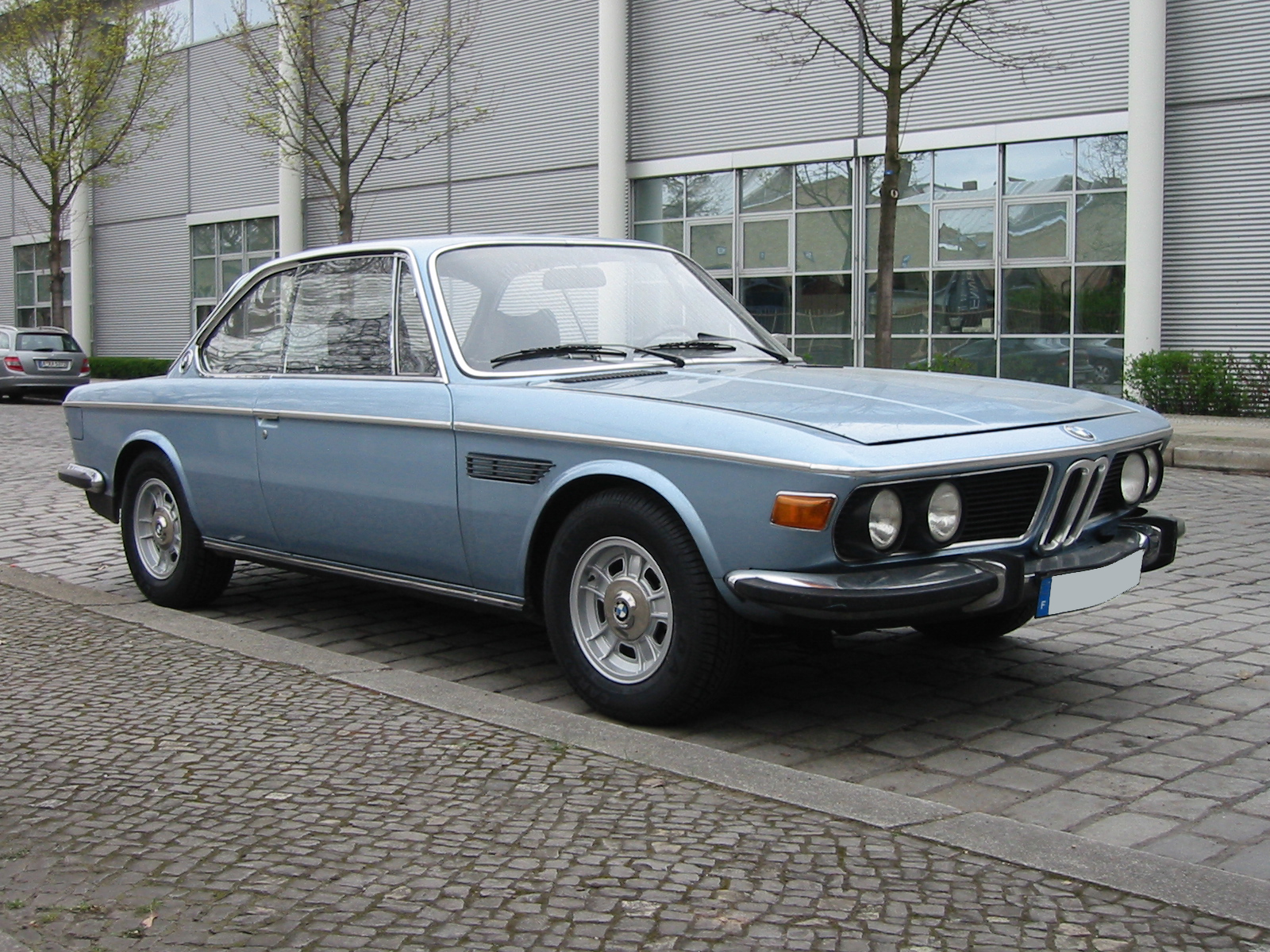
O cupê Neue Klasse evoluiu para o BMW E9 do final dos anos 1960 e início dos anos 1970

Em 1968, os cupês Neue Klasse foram substituídos pelos modelos E9 de seis cilindros, que têm uma distância entre eixos maior e um clipe dianteiro mais longo para acomodar o motor M30. O estilo da parte frontal também foi modificado para se assemelhar ao dos sedãs E3.
No Salão do Automóvel de Paris em 1968, a BMW exibiu um veículo conceito chamado 2000ti Coupe, um cupê projetado por Pietro Frua da empresa de automóveis Glas (que a BMW havia assumido dois anos antes). O 2000ti não chegou à produção.

## Série 02
A linha "Série 02" de sedãs, cupês e conversíveis de duas portas começou a ser produzida em 1966 e era baseada em uma versão encurtada da plataforma do Neue Klasse sedã.